# Сан Мартино ин Рио
Сан Мартѝно ин Рѝо (на италиански: San Martino in Rio, на местен диалект Sân Martèin Grand, Сан Мартейн Гранд) е градче и община в северна Италия, провинция Реджо Емилия, регион Емилия-Романя. Разположено е на 36 m надморска височина. Населението на общината е 8085 души (към 2012 г.).